# Hejdar Mammadalijev
Hejdar Mammadalijev (* 2. dubna 1974 Gubadly) je původem ázerbájdžánský zápasník – klasik, který od roku 1999 reprezentoval Rusko, stříbrný olympijský medailista z roku 2004.

## Sportovní kariéra
Zápasení se věnoval od 10 let pod vedením Alijara Alijeva v rodném Gubadly. Ve 13 letech byl poslán do Baku na sportovní internátní školu, kde se specializoval na řecko-římský styl. V ázerbájdžánské reprezentaci se v devadesátých letech neprosazoval. Od druhé poloviny devadesátých let žil v ruském Jekatěrinburgu. V roce 1999 se dostal do ruské reprezentace ve váze do 54 kg. Svojí první příležitost v reprezentaci svěřenou Gennadijem Sapunovem v roce 2002 proměnil v titul mistra světa.
V roce 2004 uspěl v ruské olympijské nominaci na olympijské hry v Athénách na úkor Renata Bikkinina. V základní skupině olympijského turnaje vyřadil úřadujícího mistra světa Poláka Dariusz Jabłońského a v semifinále domácího, původem Arména Artema Kjuregjana vysoko 7:2 na technické body. Ve finále nastoupil proti Maďaru Istvánu Majorosovi. Po půli vedl koršunem 1:0 na technické body. Koncem první minuty druhého poločasu ho rozhodčí poslal za pasivitu do parteru, čehož jeho soupeř využil a koršunem vyrovnal na 1:1. V poslední minutě prohrával po stejné Maďarově akci 1:2 na technické body. Tímto výsledkem zápas skončil v základní hrací době. Kvůli minimální bodové rozdílu finále pokračovalo v prodloužení. Po minutě prodloužení rozhodčí nařídil za pasivitu obou borců klinč, při kterém chyboval a prohrál 1:3 na technické body. Získal stříbrnou olympijskou medaili. Sportovní kariéru ukončil v roce 2007. Věnuje se trenérské práci.

## Výsledky
| Turnaj             | 2002 | 2003 | 2004 | 2005 |
| Turnaj             | 28   | 29   | 30   | 31   |
| Turnaj             | -55  | -55  | -55  | -55  |
| ------------------ | ---- | ---- | ---- | ---- |
| Olympijské hry     |      |      | 2.   |      |
| Mistrovství světa  | 1.   | —    |      | úč.  |
| Mistrovství Evropy | —    | úč.  | —    | —    |